# Naturfreundehaus Kiesbuckel
Das Naturfreundehaus Kiesbuckel ist eine Schutzhütte in der südlichen Haardt, einem Teil des Pfälzerwaldes in Rheinland-Pfalz. Sie wird von der Ortsgruppe Landau des Naturfreunde-Vereins bewirtschaftet und bietet Übernachtungsmöglichkeiten an. Sie befindet sich in der Gemarkung der Gemeinde Frankweiler direkt an der Grenze von der zu Albersweiler.

## Lage
Die Hütte liegt im Biosphärenreservat Pfälzerwald-Vosges du Nord und im Naturpark Pfälzerwald. Geographisch befindet sie an der Südgrenze des Mittleren Pfälzerwalds zum Dahner Felsenland als Teil des Wasgaus, die durch das Tal der Queich getrennt werden. Sie liegt am Südosthang des Orensberges (581,2 m) unterhalb des Orensfelsens auf einer Höhe von 335 m. Unweit der Hütte liegt die Quelle des Schwelterbachs, der in Albersweiler in die Queich fließt. Von der Außenanlage der Hütte hat man einen Ausblick in das Tal der Schwelterbaches, zum Ringelsberg und in die Rheinebene.

## Zugang und Wandern
Der Zugang ist über markierte Wanderwege des Pfälzerwald-Vereins von Albersweiler (Wegekennzeichnung: schwarzer Punkt) oder Dernbach (Wegekennzeichnung: weißer Punkt) aus möglich. Der Prädikatswanderweg Pfälzer Hüttentour und der Fernwanderweg Saar-Pfalz-Weg passieren die Hütte. Benachbarte Wanderhütten sind die Landauer Hütte am Zimmerplatz, die Ringelsberghütte und das Dernbacher Haus.